# Marionina waltersi
Marionina waltersi är en ringmaskart som beskrevs av Healy 1994. Marionina waltersi ingår i släktet Marionina och familjen småringmaskar. Inga underarter finns listade i Catalogue of Life.